# NGC 7063
NGC 7063 (другое обозначение — OCL 192) — рассеянное скопление в созвездии Лебедь.
Этот объект входит в число перечисленных в оригинальной редакции «Нового общего каталога».
Скопление включает в себя около 35 звёзд с видимой звёздной величиной 9—15m, из них около 10 имеют звёздную величину 9—10,5m.